# Fernando Olvera
José Fernando Emilio Olvera Sierra (Puebla,8 de diciembre de 1959), artísticamente conocido por el público como Fher Olvera o Fher, es un cantante, guitarrista, armoniquista, compositor y músico mexicano, reconocido principalmente por ser el vocalista y líder de la banda Tapatía de rock en español Maná, desde 1985, además de ser uno de los miembros originales de la banda junto a Juan Calleros.

## Primeros años
Fernando Olvera nació en la ciudad de Puebla de Zaragoza el 8 de diciembre de 1959, según se hace constar en su registro en la Sociedad de Autores y Compositores de México donde ante acta de nacimiento, se hace constar ser nativo de la ciudad de Puebla de Zaragoza.radicando desde sus primeros años vida en la ciudad de Guadalajara por lo que se considera a sí mismo tapatío como lo ha hecho constar en algunas entrevistas. 

### Primeros gustos musicales
De muy joven, solía cantar temas de Agustín Lara y de Consuelito Velázquez, y más adelante optó por otros gustos. Sus hermanas mayores le inculcaron el gusto por el rock, lo cual le marcó el camino hacia su exitosa carrera musical.[cita requerida]

### Orígenes de Maná
Los orígenes de Maná se remontan a los tiempos de Guadalajara, con un grupo musical llamado Sombrero Verde, con los tapatíos Fernando "Fher" Olvera (voz); Gustavo Orozco (guitarra eléctrica) y los hermanos Calleros: Juan Diego (bajo), Ulises (guitarra eléctrica) y Abraham (batería). En 1980 decidieron juntarse para tocar distintos temas de grupos a los que admiraban, entre ellos The Beatles y The Police. Inicialmente, se hacían llamar The Spies of the Green Hat, pero pronto el nombre se abrevió a Green Hat, y finalmente, se adaptó al español como Sombrero Verde, ya que la banda deseaba tocar rock en español. En 1981 publicaron su primer disco homónimo 'Sombrero Verde'; en 1983, lanzaron 'A tiempo de rock'. En 1984, Alejandro González, de origen cubano-colombiano, nacido en Miami, ocupa el lugar que Abraham deja en la batería. La vida de Sombrero Verde continuó hasta 1986, cuando el guitarrista Gustavo Orozco decide también abandonar la agrupación. En 1987, al quedar el grupo como cuarteto, Fher decide cerrar el libro de Sombrero Verde y formar una nueva banda que fusionara el rock, pop y los ritmos latinos: Maná.

## Colaboraciones
En 2006, Fher cantó a dúo con Zucchero la canción "Baila Morena" para el álbum Zu&Co. En 2007, cantó junto a Miguel Ríos la canción "Cuando Los ángeles Lloran" para el álbum recopilatorio 45 canciones esenciales. En el 2009, Fher invitó a participar al bajista Draco Sosa (México) y al baterista Roger A Ferreyra (Argentina) en la grabación de su tema "Eres mi religión". El 23 de abril de 2013, Fernando fue invitado en el concierto ofrecido por Zucchero.En 2006 colaboró con Juan Luis Guerra en la canción "Bendita Tu Luz". También con Shakira en 2011, en la canción "Mi verdad".

## Otros medios
Fher, narró en 2009 el documental La tierra. En 2012, Fher, junto con su grupo Maná, el bajista mexicano Draco Sosa y el baterista argentino Roger Ferreyra realizaron un concierto para apoyar al entonces candidato a la presidencia de Estados Unidos, Barack Obama.

## Vida personal
El 21 de julio de 2007 nació en Guadalajara, el primer hijo de Fher, llamado Dalí, en honor al pintor español Salvador Dalí. En el 2012, comenzó una relación sentimental con la conductora mexicana Mónica Noguera. A inicios del 2013, Fernando confesó haberse casado con Mónica, en una ceremonia privada en un bosque en Guadalajara. A inicios del 2015, Fher y la conductora anunciaron su divorcio.

## Discografía

### Sombrero Verde
- 1980: Sombrero Verde
- 1982: A tiempo de rock

### Maná

#### Álbumes de estudio
- 1987: Maná
- 1990: Falta amor
- 1992: ¿Dónde jugarán los niños?
- 1995: Cuando los ángeles lloran
- 1997: Sueños líquidos
- 2002: Revolución de amor
- 2006: Amar es combatir
- 2011: Drama y luz
- 2015: Cama incendiada

#### Álbumes en vivo
- 1994: Maná en vivo
- 1998: Maná MTV Unplugged
- 2002: Maná Concierto Básico (Círculo de Bellas Artes de Madrid)
- 2003: Acceso Total
- 2007: Arde el cielo

#### Recopilatorios
- 1999: Todo Maná
- 2000: Grandes Maná
- 2002: Esenciales
- 2011: Exiliados en la bahía
- 2012: Tu eres mi religión
- 2014: Studio Albums 1990-2011